# Podlesna vetrnica
Podlesna vetrnica (znanstveno ime Anemone nemorosa)  je trajnica, ki raste v redkih gozdovih, na gozdnih obronkih in na planinskih travnikih. Svoje domače in znanstveno ime so dobile iz  gr. anemos = veter in iz lat. nemurum = raste po gozdovih. 
Tako kot večina zlatičevk imajo tudi podlesne vetrnice deljene liste in cvetove z nadraslo plodnico ter velikim številom prašnikov. Cvetovi so zvezdasti in brez cvetne čaše, bele barve z rumenimi prašnicami. Steblo nosi en cvet. Ko cvetijo so brez pritličnih listov, pod cvetom pa imajo v navideznem vretencu nameščene 3 dolgopecljate sestavljene in pravim listom podobne ovršne liste, ki so podobni stebelnim listom. Robovi listov so narezljani. Pod zemljo, blizu površine prsi, ima vodoravno koreniko z nadomestnimi koreninami.
Je strupena rastlina, ki je razširjena po vsej Sloveniji.
- Rastišče v gozdu
- Cvet
- Birni plod